# Donato Acciaiuoli il vecchio

Stemma degli Acciaiuoli

Donato Acciaiuoli detto il Vecchio per distinguerlo da Donato Acciaiuoli vissuto un secolo dopo (... – Firenze, 1335) è stato un politico italiano, figlio di Tommaso Acciaiuoli appartenente alla famiglia degli Acciaiuoli.

## Carriera
Tra gli incarichi politici per la Repubblica Fiorentina si ricordano:
- Priore della Libertà nel 1316,[1] 1320, 1326 e 1329
- Consigliere della Mercanzia nel 1320[1]
- Oratore della Repubblica ai Bolognesei nel 1332,[1] ai Napoletani 1325 e 1333[1]
- Capitano delle milizie fiorentine nel 1325[1]
- Deputato per la riorganiozzazione del governo di Firenze nel 1328[1]
- Membro della magistratura dei "Dodici Buonomini" per il Sesto di Borgo nel 1328[1] e nel 1333[1]
- Gonfaloniere di Compagnia nel 1331[1]
- Oratore di Firenze a Bologna nel 1332.[1]

Mori nel 1335 e venne sepolto nella Chiesa dei Santi Apostoli a Firenze.

## Discendenza
Sposò Taggia Biliotti e fu padre di:
- Jacopo;[1]
- Gherardo, che fu capitano delle Armate Fiorentine inviate in soccorso di Bologna nel 1385;[1]
- Angelo, che trattò nel 1350 la vendita di Prato con il Re di Napoli[1] in favore della Repubblica di Firenze.